# Rosa Jutglar Gallart
Rosa Jutglar Gallart (25. ledna 1900, Sabassona – 27. července 1936, Castellgalí) byla španělská římskokatolická řeholnice kongregace Sester dominikánek od Zvěstování Panny Marie a mučednice. Katolická církev jí uctívá jako blahoslavenou.

## Život
Narodila se 25. ledna 1900 v Sabassoně v provincii Barcelona. Pokřtěna byla dva dny po narození a 15. srpna 1901 přijala svátost biřmování. Základní vzdělání získala ve škole sester dominikánek od Zvěstování Panny Marie v Folgueroles v provincii Barcelona. Stala se dělnicí v továrně.
Rozhodla se pro řeholní život a 19. března 1920 vstoupila do výše zmíněné kongregace sester. Dne 30. září 1921 složila své řeholní sliby. Její řeholní komunitou se stal klášter v Manrese, zde učila na dívčí škole.
Po vypuknutí Španělské občanské války v červenci 1936 a začátku pronásledování katolické církve došlo k zavírání klášterů a řeholnice s kongregace Sester dominikánek od Zvěstování Panny Marie se uchýlily k ukrývání a útěku. Dne 26. července se skupina milicionářů dostala do řeholního domu v Manrese, kde se uchýlila sestra Rosa spolu se sestrou Reginaldou Picas Planas. Byly cílem posměchů a nemravných návrhů. Sestry poté odešli do jiného domu, kde je následující den milicionáři  zatkli. Sestry odvedli do Castellgalí kde byly zastřeleny. Pohřbeny byly v kostele Nuestra Señora de Valldaura v Manrese.

## Proces blahořečení
Dne 8. ledna 1958 byl v barcelonské arcidiecézi zahájen její proces blahořečení. Do procesu byli zařazeni také dva dominikánští terciáři a 9 dominikánských sester. 
Dne 19. prosince 2005 uznal papež Benedikt XVI. jejich mučednictví. Blahořečeni byli 28. října 2007.